# HD152127
HD152127 — подвійна зоря. 
Ця подвійна система має видиму зоряну величину в смузі V приблизно 5,7.
Вона розташована на відстані близько 345,1 світлових років від Сонця.

## Подвійна зоря
Головна зоря цієї системи належить до хімічно пекулярних зір й має спектральний клас A1.
В той же час спектральний клас іншої компоненти залишається  ще не визначеним.

## Пекулярний хімічний склад
Зоряна атмосфера HD152127 має підвищений вміст 
Eu
.